# Polina Favorskaya
Polina Favorskaya (nacida el 21 de noviembre de 1991), también conocida bajo el nombre artístico de FAVLAV, es una cantante rusa, presentadora de televisión y ex miembro del grupo Serebro.